# Prins Karl (1682)
Prins Karl, officiellt HM Skepp Prins Karl, var ett linjeskepp i svenska Kungliga flottan. Skeppet byggdes på Kalmar amiralitetsvarv under ledning av skeppsbyggmästaren Gunnar Roth, och sjösattes den 17 maj 1682. Bestyckningen utgjordes av 68 kanoner av olika storlekar, uppställda på två batteridäck.
Fartyget hette ursprungligen Småland, men namnet ändrades strax efter sjösättningen till Prins Karl med anledning av kronprins Karls, den blivande Karl XII:s, födelse tidigare samma år. År 1694 döptes skeppet om igen, denna gång till Stockholm. Med detta namn deltog hon i fälttåget mot Danmark sommaren 1700, som resulterade i den framgångsrika svenska landstigningen vid Humlebæk, och Danmarks tillfälliga utträde ur Stora nordiska kriget. Den 22 juli 1710 sänktes skeppet nordost om skansen Smörasken på Karlskronas redd.